# Anna Grinzweig Jacobsson
Anna Grinzweig Jacobsson född 1963 i Wrocław, Polen, är en svensk teknologie doktor, författare och skribent.

## Biografi
Grinzweig Jacobsson föddes i Wrocław i Polen, men kom 1969 som 6-åring till Sverige då hennes föräldrar fördrevs från Polen som en del av marshändelserna 1968. Hon har en doktorsexamen i fysik och har arbetat som teknikkonsult, men har i ökande omfattning övergått till skrivande och andra kulturprojekt. Hon är (2024) ordförande för Judiska Salongen som arrangerar öppna evenemang med judiskt tema inom litteratur, konst, teater, musik, film, dans och andra kulturområden.

### Böcker
Grinzweig Jacobsson debuterade 2020 med den delvis självbiografiska boken Flykten till Marstrand som beskriver hur hon 1969 som 6-åring tillsammans med sin familj och omkring 200 andra polska judar flydde undan antisemitiska förföljelser i Polen, och kom att vistas en tid i Marstrand. 
Hon gav 2023 ut Bröllopspogromen: en ukrainsk-judisk familjeberättelse om sin familj i 1900-talets Ukraina. Boken bygger till stor del på intervjuer med en moster till Grinzweig Jacobsson kombinerat med studier av annan litteratur. Boken beskriver pogromer och antisemitism som fick grogrund av att det före revolutionen 1917 inte var tillåtet för judar att äga mark i Ryssland. I den nya sovjetstaten fick judarna medborgerliga rättigheter, men antisemitismen fanns ändå kvar. Under andra världskriget flydde många judar österut undan Hitlers arméer, och slutligen lämnade många judar Ryssland och Ukraina efter Sovjetunionens upplösning 1991 för att komma undan den ständigt återkommande antisemitismen.

### Skribent
Grinzweig Jacobsson medverkar återkommande som skribent i bland annat Göteborgs-Posten. Hon har problematiserat polsk historieskrivning där det nationalkonservativa regeringspartiet "Lag och rättvisa" (PIS) främjat en minnespolitik som går ut på att skydda den polska nationens "värdighet, ära och rykte" och tona ner polsk medverkan i Förintelsen. Hon har även uppmärksammat hur polska högernationalister påverkat innehållet i engelskspråkiga Wikipedias artiklar om förintelsen i Polen.